# Estuaire de Reloncaví
L'Estuaire de Reloncaví ou Fjord de Reloncaví est un fjord du Chili. Il est situé dans la région des Lacs, au nord-est de la baie du Seno de Reloncaví, en Patagonie chilienne. 
Plusieurs parcs nationaux et réserves naturelles protégées sont situées dans le voisinage de l'Estuaire de Reloncaví. Parmi eux : le parc national Alerce Andino, le parc national Hornopirén, le parc national Vicente Pérez Rosales, la réserve nationale Llanquihue et la vallée de Cochamó. Le fjord est dominé par le volcan Yate. 
Plusieurs cours d'eau importants y débouchent, et avant tout l'abondant río Puelo, né en Argentine voisine. Il reçoit aussi les eaux du río Petrohué, tortueux et pittoresque émissaire du lac Todos los Santos.